# 井上治兵衛 (三井物産)
井上 治兵衛（いのうえ じへえ、1873年（明治6年）6月13日 - 1956年（昭和31年）1月28日）は、日本の実業家。三井物産代表取締役会長を務めた。

## 人物・経歴
1891年京都市立商業学校（現：京都市立西京高等学校・附属中学校）卒業。1892年三井物産入社。取締役兼横浜支店長兼生糸部長として、バブコック・アンド・ウィルコックスとの合弁での東洋バブコック（のちのバブコック日立）の設立にあたり、同社監査役等を経て、1935年から三井物産会長を務めた。墓所は多磨霊園。